# Idrio Bui
Idrio Bui (Viareggio, Toscana, 14 de juny de 1932 - Sinalunga, 15 de desembre de 2022) va ser un ciclista italià, que fou professional entre 1957 i 1964.

## Palmarès
- 1954
  - Vencedor d'una etapa al Giro d'Úmbria
- 1956
  - 1r a la Coppa Sabatini
- 1958
  - 1r a la Coppa Cicogna
- 1960
  - Vencedor d'una etapa al Giro de Sicília

### Resultats al Giro d'Itàlia
- 1959. 57è de la classificació general
- 1960. 42è de la classificació general
- 1961. 42è de la classificació general
- 1963. 45è de la classificació general
- 1964. 56è de la classificació general

### Resultats a la Volta a Espanya
- 1959. Abandona